# Philodromus jabalpurensis
Philodromus jabalpurensis este o specie de păianjeni din genul Philodromus, familia Philodromidae, descrisă de Gajbe și Gajbe, 1999. Conform Catalogue of Life specia Philodromus jabalpurensis nu are subspecii cunoscute.